# Hanna Miluska
Hanna Miluska (Suiza, 29 de mayo de 1984) es una nadadora suiza retirada especializada en pruebas de larga distancia en aguas abiertas, donde consiguió ser medallista de bronce mundial en 2002 en los 5 km en aguas abiertas.

## Carrera deportiva
En el Campeonato Mundial de Natación en Aguas Abiertas de 2002 celebrado en Sharm el-Sheij (Egipto), ganó la medalla de  en los 5 km en aguas abiertas, con un tiempo de 58:13 segundos, tras la italiana Viola Valli (oro con 56:52 segundos) y la neerlandesa Edith van Dijk (plata con 57:01 segundos).